# Heinrich-Lübke-Haus (Möhnesee)

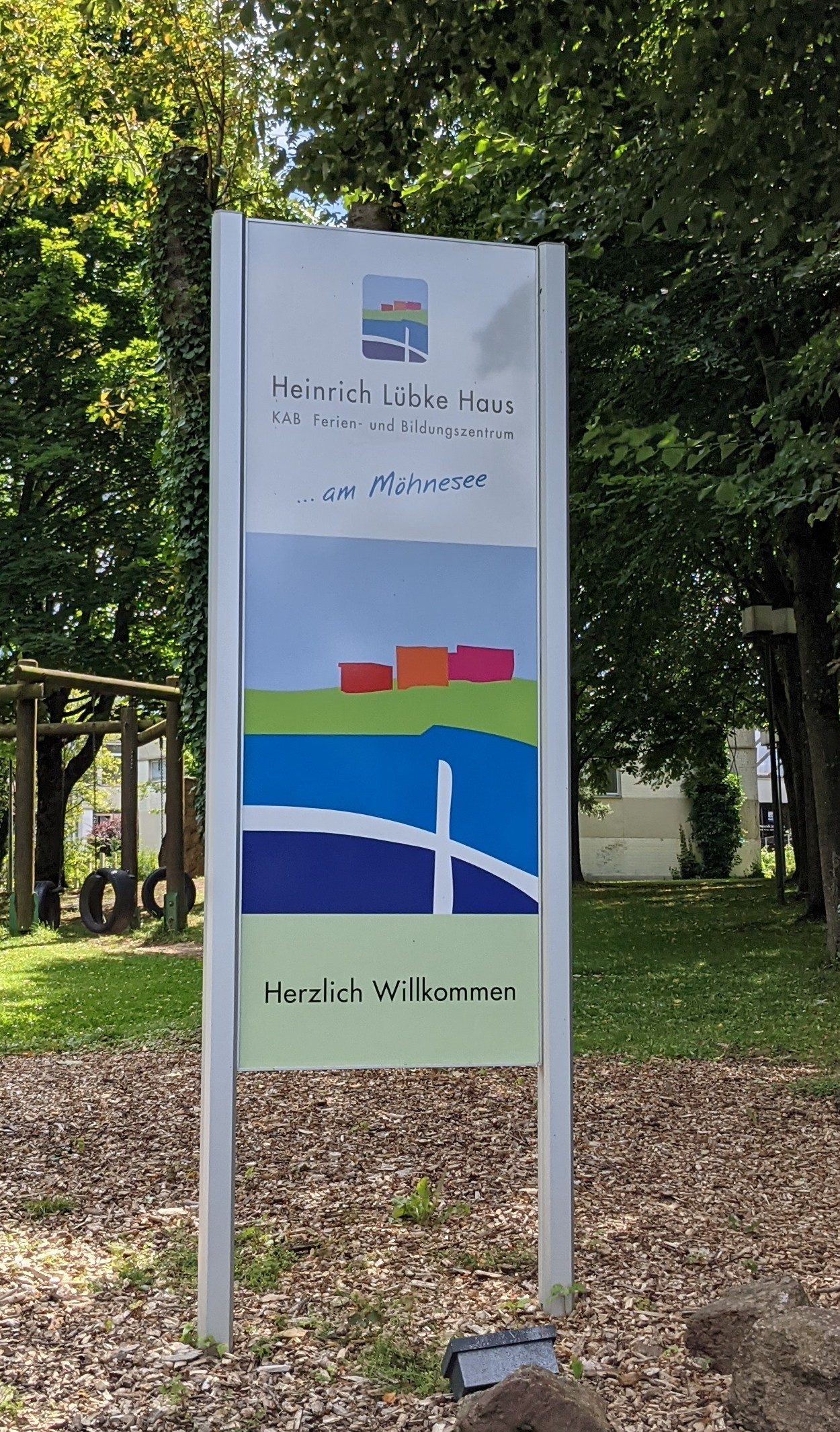
Begrüßungsschild des Heinrich-Lübke-Hauses an der Zufahrt zum Hausgelände.

Das Heinrich Lübke Haus ist seit 1974 eine Ferien- und Bildungsstätte der Katholischen Arbeitnehmer-Bewegung (KAB). Das Haus liegt oberhalb der Möhnetalsperre in der Ortschaft Günne-Brüningsen, die zur Gemeinde Möhnesee gehört.

## Geschichte
Die Geschichte des Heinrich-Lübke-Hauses reicht zurück bis in die Mitte der 1960er Jahre. Damals plante die Industriegewerkschaft Bergbau (seit 1997: Industriegewerkschaft Bergbau, Chemie, Energie) den Bau eines großen Ferienhauses für die Arbeiterfamilien aus dem nahen Ruhrgebiet. Wegen der Bergbaukrise wurde das Vorhaben nicht realisiert. Die Industriegewerkschaft Bergbau verkaufte das bereits erworbene Gelände auf der Günner Hude an die Katholische Arbeitnehmer Bewegung Westdeutschlands. Die KAB entschloss sich zum Bau einer gemeinnützigen Familienerholungsstätte, dem heutigen Heinrich-Lübke-Haus. Die Grundsteinlegung fand am 15. Mai 1972 statt. Aus Geldmangel wegen der Energiekrise 1973 drohte das Projekt während der Bauphase zu scheitern. Durch das große Engagement des ersten Hausleiters Otto Mantel, der mit seinem Kontakt zur Militärseelsorge ein günstiges Darlehen erhielt, konnte der Bau vollendet werden. So bezogen 1974 die ersten Gäste die neue Familienerholungsstätte. Zu Beginn war das Heinrich-Lübke-Haus vor allem bei kinderreichen Familien beliebt. Sie mussten sich teilweise um Urlaubsplätze bewerben, wobei drei Kinder das Minimum waren. In den folgenden Jahren wandelte sich diese Praxis, um allen Gästen unabhängig von der Kinderzahl und der Religionszugehörigkeit einen Urlaub zu ermöglichen.

## Gegenwart
Das Heinrich-Lübke-Haus ist eng verzahnt mit einer eigenen Heimvolkshochschule. Sowohl Familien als auch Gruppen, Paare und Einzelgäste können im Heinrich-Lübke-Haus Urlaub machen. So ist es möglich, Urlaub mit Bildung durch die Heimvolkshochschule zu kombinieren. In den Schulferien wird zur Entlastung der Eltern Betreuung für Kinder ab zwei Jahren angeboten. Gleichzeitig gibt es Angebote für die Eltern und Großeltern während der Kinderbetreuungszeiten. Seminare  und Bildungsurlaube zu politischen, sozialen, gesundheitsrelevanten, religiösen, ökologischen und kulturell-kreative Themen finden meist außerhalb der Schulferien statt. Das Heinrich-Lübke-Haus ist auch Ziel für Klassenfahrten von Grundschulen. Das Gebäude ist behindertenfreundlich gestaltet und wird vielfach von Selbsthilfegruppen wie von Familien mit behinderten Kindern genutzt.